# Sjkorpilovtsi
Sjkorpilovtsi (Bulgaars: Шкорпиловци) is een dorp in het noordoosten van Bulgarije. Het dorp is gelegen in de gemeente Dolni Tsjiflik, oblast Varna. Het dorp ligt ongeveer 28 km ten zuiden van Varna en 372 km ten noordoosten van de hoofdstad Sofia.

## Bevolking
Op 31 december 2020 telde het dorp Sjkorpilovtsi 789 inwoners en is een van de weinige plaatsen in Bulgarije met een positieve bevolkingsgroei.
| Bevolkingsontwikkeling van Sjkorpilovtsi tussen 1934 en 2020 |
| ------------------------------------------------------------ |
|                                                              |
| ■ Volkstellingen ■ Schatting                                 |

In het dorp wonen grotendeels etnische Bulgaren, maar er is ook een minderheid van Turken en Roma. In 2011 identificeerden 463 van de 596 ondervraagden zichzelf als etnische Bulgaren, oftewel 77,7% van alle ondervraagden. De overige ondervraagden noemden zichzelf vooral etnische Turken (72 personen, oftewel 12,1%) of Roma (56 personen, 9,4%).
| Etnische samenstelling van de respondenten (2011) | Etnische samenstelling van de respondenten (2011) | Etnische samenstelling van de respondenten (2011) | Etnische samenstelling van de respondenten (2011) | Etnische samenstelling van de respondenten (2011) |
| ------------------------------------------------- | ------------------------------------------------- | ------------------------------------------------- | ------------------------------------------------- | ------------------------------------------------- |
|                                                   |                                                   |                                                   |                                                   |                                                   |
| Bulgaren                                          | Bulgaren                                          |                                                   | 77,7%                                             | 77,7%                                             |
| Turken                                            | Turken                                            |                                                   | 12,1%                                             | 12,1%                                             |
| Roma                                              | Roma                                              |                                                   | 9,4%                                              | 9,4%                                              |
| Anders/Onbekend                                   | Anders/Onbekend                                   |                                                   | 0,8%                                              | 0,8%                                              |